# Acta de Gracia (1717–1718)
La Proclamación para la Supresión de Piratas (también conocida simplemente como Acta de Gracia) fue una amnistía general emitida por Jorge I de Gran Bretaña el 5 de septiembre de 1717, dirigida a corsarios y piratas que atentara contra el comercio marítimo de la Gran Bretaña. Prometía un indulto real por los actos de piratería cometidos antes del 5 de enero siguiente a aquellos piratas que se entregaran a la autoridad competente antes del plazo. Originalmente, la rendición tenía que ocurrir el 5 de septiembre de 1718 o antes; esto se extendió más tarde por una segunda proclamación hasta el 1 de julio de 1719.
La proclamación también incluía recompensas por la captura de piratas que no se rindieran antes de la fecha límite, además de ofrecer recompensas a los miembros de la tripulación pirata que facilitaran la captura de sus capitanes.

## Precedente
Los reyes Jacobo I de Inglaterra, Jacobo II de Inglaterra y William III de Inglaterra emitieron indultos o proclamaciones similares en el siglo anterior.

#### Indultos por Jacobo I
Con el final de la primera guerra anglo-española bajo Jacobo I de Inglaterra, y el correspondiente final del corso inglés en 1603, los marineros ingleses recurrieron a la piratería. En 1611, el capitán Richard Bishop se convirtió en uno de los primeros piratas notables en ser indultado, habiéndose rendido en parte debido a las dudas sobre atacar barcos ingleses. Se le permitió quedarse con su botín.
En 1611, el gobierno inglés estaba dispuesto a ofrecer un indulto general a los piratas, con la condición de que entregaran sus barcos y bienes. Al año siguiente, el consejo privado de Jacobo I ofreció un indulto general sin esta condición. Al menos 12 tripulaciones piratas se rindieron a, aunque una gran parte de la tripulación pronto volvería a la piratería. El capitán Roger Middleton, que navegó primero a Irlanda y luego a Mehdya para entregar el indulto, obtuvo sobornos de los piratas a cambio de su indulto.
La falta de piratas competidores en Irlanda debido al perdón general hizo que Henry Mainwaring se hiciera famoso en 1613 como líder de una flota pirata. Recibiría ofertas de Toscana, Saboya, Túnez y España de un indulto si se rendía; sin embargo, en consonancia con su no ataque a los barcos ingleses, en junio de 1616 aceptó una oferta inglesa de indulto, habiendo buscado uno desde el año anterior (al igual que Lording Barry ).
Clive Senior sugiere que el gobierno tenía un incentivo para perdonar a los piratas, ya que esto mantendría disponibles a estos marineros potencialmente útiles en caso de guerra.

#### Proclamación de 1687/8
Alrededor de la década de 1670, se planeó una expedición para reprimir la piratería en las Indias Occidentales españolas mediante indultos, pero nunca se llevó a cabo.
El 22 de mayo de 1687, Jacobo II renovó la proclama para la represión de los piratas, ofreciendo un tiempo limitado en el que cualquier pirata que se rindiera recibiría un indulto. Ese agosto, encargó a Sir Robert Holmes que reprimiera la piratería con un escuadrón especial enviado a las Indias Occidentales. El 20 de enero de 1687/8, Jacobo II emitió una proclamación (ofreciendo indultos a los piratas que se rindieran a Holmes, uno de sus designados) para garantizar que los gobernadores coloniales cooperarían con Holmes y sus agentes. La flota de Holmes logró una reducción temporal de la piratería, pero el número de piratas había aumentado nuevamente en 1693.

#### Proclamación de 1698
El 8 de diciembre de 1698, Guillermo III de Inglaterra emitió una proclama ofreciendo indultos a los piratas al este del Cabo de Buena Esperanza que se rindieran al capitán Thomas Warren . Henry Every y William Kidd estaban específicamente exentos de recibir este indulto.
Cuando Warren llegó a Madagascar, el Acta de Gracia había expirado. Al prometer extender el plazo para la rendición, Warren obtuvo la rendición de Robert Culliford, entre otros; sin embargo, estos piratas fueron llevados a juicio y todos, excepto Culliford, fueron ahorcados. El hecho de que las autoridades no ofrecieran amnistía a piratas como Joseph Bradish y los de la compañía de Kidd contribuyó al escepticismo con respecto a los actos de gracia, incluso entre la tripulación de Bartholomew Roberts más de dos décadas después.

### Paz de Utrecht
Con los armisticios de 1712, seguidos por la Paz de Utrecht en 1713, llegó el estado de guerra (que existía desde 1702 como parte de la Guerra de Sucesión Española ) entre Inglaterra / Gran Bretaña por un lado y Francia y España por el otro. El empleo para los marineros se volvió difícil de encontrar y mal pagado, ya que las comisiones de corso se volvieron inútiles y la Royal Navy despidió a más de 36.000 hombres (casi las tres cuartas partes de los que había empleado). A pesar de la paz, los españoles continuaron apoderándose de barcos ingleses (basándose en su posesión de monedas españolas), dañando y encarcelando a marineros ingleses, así como desanimando a la navegación mercante que de otro modo habría ofrecido un empleo legítimo. Esto llevó a algunos marineros a recurrir a la piratería.

### Campaña contra la piratería
En 1715, comenzó en serio una campaña contra la piratería de la Royal Navy . No se capturaron barcos piratas hasta 1717, año en que el HMS Scarborough provocó la destrucción de una galera pirata y una balandra cerca de Saint Croix, pero no logró capturar a la tripulación. En ese momento, entre 20 y 30 barcos piratas permanecían en el mar.
Las razones de la ineficacia de la campaña hasta 1718 incluyeron la inmensidad de los mares en los que operaban los piratas, el mejor conocimiento de esos mares por parte de los piratas, inteligencia desactualizada y el deseo de reducir costos (lo que resultó en la falta de barcos, mantenimiento y marineros). La falta inicial de éxito de la campaña hizo que el gobierno británico recurriera a ofrecer indultos a los piratas mediante la emisión de la proclamación de 1717.

## Proclamación de 1717

### Apoyo al indulto
Durante varios meses, la piratería en las Indias Occidentales, particularmente alrededor de la colonia de Jamaica, había sido un problema tal para los comerciantes y capitanes de barcos de Bristol que solicitaron al rey su supresión. Tras recibir esta petición, en mayo de 1717, el secretario de Estado Joseph Addison pidió al Consejo de Comercio y Plantaciones que recomendara al rey la mejor manera de lograrlo. Después de consultar a los comerciantes y otras partes interesadas, el consejo acordó que el problema era urgente y respondió que "todo el comercio desde Gran Bretaña a esas partes" estaba "en peligro inminente de perderse". El consejo escuchó que la piratería incluso llegó a los mares cercanos al norte del continente. Además, los consultados propusieron un indulto real para los piratas que se entregaran; el consejo esperaba que esto transformaría a los piratas en sujetos respetuosos de la ley. Finalmente, el consejo recomendó que las Bahamas se colonizaran y fortificaran para evitar que los piratas se refugiaran allí.
Mientras tanto, en Virginia, el teniente gobernador Alexander Spotswood recomendó reducir el número de piratas ya sea por la fuerza (para que sirviera como elemento disuasorio) o ofreciendo un perdón a quienes se sometieran, aunque dudaba que todos los piratas aceptaran tal oferta.
En agosto de 1717, el futuro gobernador de Jamaica, Nicholas Lawes, abogó por la clemencia real y una mayor presencia de buques de guerra para reducir el número de piratas y proteger el comercio de Jamaica. Los propios piratas amenazaron con atacar las Bermudas y (según el teniente gobernador Bennett) "hacer de ella un nuevo Madagascar" si no se les ofrecía un indulto, comunicándolo a través de los capitanes de los barcos capturados.

### Contenido
Tras una justificación de la proclama, el texto define a quiénes pueden entregarse los piratas y en qué fecha.

Por la presente Prometemos y Declaramos, que en caso de que cualquiera de dichos Piratas, en o antes del Cinco Día de Septiembre, en el Año de Nuestro Señor mil setecientos dieciocho, se entregue a Uno de Nuestros Principales Secretarios de Estado en Gran Bretaña o Irlanda, o a cualquier Gobernador o Gobernador Adjunto de cualquiera de Nuestras Plantaciones o Dominios más allá de los Mares, cada uno de esos Piratas y Piratas, así que Rendirse a sí mismos, como se mencionó anteriormente, tendrán Nuestro Gracioso Perdón de y por tal su o sus Piratería o Piraterías, por él o ellos Cometida antes del Cinco Día de Enero siguiente.
-Rey Jorge I, Proclamación para la represión de los piratas

La proclamación también definió las siguientes recompensas por la captura de piratas que no se rindieran antes de la fecha límite.

Por la presente declaramos, además, que en caso de que una persona o personas, a partir del seis de septiembre de mil setecientos dieciocho, descubran o se apoderen, o hagan o procuren que se descubran o se apoderen, uno o más de dichos Piratas, descuidando o negándose a Entregarse, como se ha dicho, para que puedan ser llevados ante la Justicia y Condenados por dicho Delito, tal Persona o Personas, haciendo tal Descubrimiento o Incautación, o causando o procurando tal Descubrimiento o El embargo que se haga, tendrá y recibirá como recompensa por el mismo, a saber. Por cada Comandante de cualquier Barco o Buque Pirata la Suma de Cien Libras ; Por cada Teniente , Maestro , Contramaestre , Carpintero, y Gunner , la Suma de Cuarenta Libras; Por cada Oficial Inferior la Suma de Treinta Libras; Y por cada Particular la Suma de Veinte Libras.
-Rey Jorge I, Proclamación para la represión de los piratas

Además, ofreció las siguientes recompensas a los miembros de la tripulación pirata que facilitaran la captura de sus capitanes.

Por la presente Prometemos y Declaramos, que en caso de que cualquiera de dichos Piratas, en o antes del Cinco Día de Septiembre, en el Año de Nuestro Señor mil setecientos dieciocho, se entregue a Uno de Nuestros Principales Secretarios de Estado en Gran Bretaña o Irlanda, o a cualquier Gobernador o Gobernador Adjunto de cualquiera de Nuestras Plantaciones o Dominios más allá de los Mares, cada uno de esos Piratas y Piratas, así que Rendirse a sí mismos, como se mencionó anteriormente, tendrán Nuestro Gracioso Perdón de y por tal su o sus Piratería o Piraterías, por él o ellos Cometida antes del Cinco Día de Enero siguiente.
-Rey Jorge I, Proclamación para la represión de los piratas
-Rey Jorge I, Proclamación para la represión de los piratas

## Proclamación de 1718

### Apoyo a una nueva proclama
Dada la preparación de comisiones para indultar actos de piratería ocurridos antes del 23 de julio de 1718 (a diferencia del 5 de enero, como en la proclama original), ese mes el Consejo de Comercio y Plantaciones ordenó a los gobernadores que emitieran proclamas con esta nueva fecha, y sugirió que el rey hiciera lo mismo. El 9 de diciembre, el consejo también recomendó una nueva extensión de la fecha, con la esperanza de disuadir a los piratas de entrar al servicio español durante la Guerra de la Cuádruple Alianza .

## Respuesta

### Opinión legal
En noviembre de 1717, el fiscal general Edward Northey y el fiscal general William Thomson dieron su opinión legal sobre la proclamación:
1. La proclamación no contenía un perdón, pero lo prometía;
2. Los asesinatos cometidos durante actos de piratería podrían ser perdonados;
3. Los piratas no tendrían que perder su propiedad, pero la propiedad tomada ilegalmente podría ser recuperada por su propietario legítimo;
4. Ningún pirata que se rindiera antes de la fecha límite estaba exceptuado de la promesa de indulto.[34]

Además, a fines de febrero de 1718, se decidió que los gobernadores requerirían una comisión bajo el Gran Sello para otorgar perdones reales como prometía la proclamación. Tales comisiones fueron ordenadas y preparadas en julio; además, a los gobernadores se les permitió perdonar los actos de piratería que ocurrieron antes del 23 de julio de 1718 (a diferencia de la fecha original del 5 de enero de 1717). El Vicegobernador Spotswood y el Gobernador Rogers recibieron encargos cuya fecha era el 18 de agosto.  En los días siguientes a la proclamación de 1718, se ordenaron y enviaron nuevamente comisiones actualizadas.

### Nueva providencia
Cuando la noticia de la proclamación llegó a las Bermudas, el teniente gobernador Benjamin Bennett envió a su hijo en diciembre de 1717 a la República de los Piratas en Nueva Providencia . La llegada del hijo de Bennett con copias de la proclamación hizo que los piratas se dividieran en dos facciones, dependiendo de si planeaban aceptar el indulto. La facción que rechazó el indulto incluía a los jacobitas, y estaba dirigida por Charles Vane . Los que rechazaron el indulto apoyaron la fortificación de la isla, al igual que los que deseaban asegurar su botín, pero cuando se convocó un consejo general, no se acordó ninguna acción.
Mientras que los jacobitas buscaron el apoyo de George Camocke, otros piratas navegaron a las colonias británicas cercanas para recibir el indulto, incluido Henry Jennings y alrededor de otros 150 que navegaron a las Bermudas, la mayoría de los cuales volverían a la piratería poco después. Los piratas de Christopher Condent, Christopher Winter y Nicholas Brown huyeron de Nueva Providencia, con Winter y Brown navegando a la Cuba española .
El 23 de febrero de 1718, el Capitán Vincent Pearse llegó a Nassau, habiendo zarpado de Nueva York en el HMS Phoenix . La tripulación de Pearse fue informada de cómo encontrar piratas que tenían la intención de aceptar el indulto. Aunque la tripulación de Vane fue apresada y su balandra, la Lark, tomada por los piratas Hornigold, Leslie, Burgess y Nichols persuadieron a Pearse para que liberara a Vane y su tripulación como muestra de buena fe.
Aunque Pearse carecía de la autoridad para otorgar indultos, ofreció certificados firmados a los piratas que se rindieran a él. 209 aceptaron esta oferta, menos de la mitad de los piratas en New Providence. Pearse produjo una lista de sus nombres: Habiendo regresado ya a la piratería y atacado a la tripulación del Phoenix, el 4 de abril, Vane partió de Nueva Providencia en el Lark que había sido recapturado. Pearse y el Fénix partieron cuatro días después. Vane regresaría a fines de abril, y nuevamente en julio.

#### Llegada del gobernador Rogers
El 24 de julio de 1718, el nuevo gobernador de las Bahamas, Woodes Rogers, llegó a Hog Island (cerca de Nasáu), junto con una serie de embarcaciones que incluían tres buques de guerra de la Royal Navy . Al día siguiente, Vane dejó Nueva Providencia y escapó de esta fuerza con Charles Yeats en el barco Katherine de Yeats.
Cuando pisó Nueva Providencia y escapó el 27 de julio, Rogers fue recibido por piratas partidarios del perdón, incluidos Thomas Walker, Hornigold y las tripulaciones de Hornigold y Josiah Burgess . (Burgess y Hornigold ya habían sido indultados en ese momento.) El 1 de agosto, el nuevo consejo de Rogers concedió el indulto del Rey a unos 200 piratas. Edward England, habiendo estado entre los que rechazaron el indulto, navegó a África después de esto.
Tras su partida el 10 de septiembre, la tripulación del Buck (una balandra de guerra llevada a New Providence por Rogers, ahora con piratas reformados entre su tripulación) se convirtió en un barco pirata. La nueva tripulación pirata del Buck incluía a los piratas reformados Thomas Anstis y Howell Davis, así como a un hombre que había venido de Inglaterra a bordo del Buck, Walter Kennedy . Además, Rogers estimó que 150 piratas habían salido de New Providence entre finales de julio y finales de octubre, incluidos los piratas que esperaban unirse a Vane. De hecho, ese octubre vio la partida de tres balandras, que dos días después experimentaron un motín liderado por los piratas indultados John Auger, Phineas Bunce y Dennis McCarthy.
Debido a la amenaza tanto de los piratas comprometidos como de los españoles (particularmente después de que llegaran las noticias de la Guerra de la Cuádruple Alianza en marzo de 1719 ), Rogers empleó a ex piratas indultados como cazadores de piratas y corsarios. Estos incluyeron a Hornigold, John Cockram y Burgess. A fines de noviembre de 1718, los cazadores de piratas habían capturado a más de 10 prisioneros, incluido Nicholas Woodall . Ocho de esos presos previamente indultados, incluidos Auger y McCarthy, serían ahorcados ese diciembre.
Rogers recibió una comisión de indulto en enero de 1719. Ese mes, escribió sobre sus dudas de que la mayoría de los piratas restantes se rindieran, afirmando que sería difícil reducir su número sin una mayor presencia de buques de guerra bajo el control de un gobernador.
Habiendo oído hablar de la extensión del indulto, "Calico Jack" Rackham navegó a Nasáu donde, en mayo de 1719, lo recibió. Allí conoció a Anne Bonny y se unió a Burgess en una misión de corsario. En agosto de 1720, Rackham, Bonny y Mary Read (otro pirata ya indultado) robaron una balandra y volvieron a la piratería.

### Islas Bermudas
En febrero de 1718, el vicegobernador Bennett se mostró optimista sobre el indulto, informó que había estado entregando certificados a los piratas que se rindieron y solicitó instrucciones sobre cómo garantizar que los piratas entregados recibieran su indulto. La necesidad de tales instrucciones se hizo más apremiante a medida que los piratas se impacientaban por salir de las Bermudas. En marzo siguiente, Bennett informó que hubo piratas que se negaron a aceptar el indulto sin asegurarse de que se les permitiría quedarse con su botín. De marzo a julio, el empeoramiento de la situación de Bennett fue transmitido repetidamente al Secretario de Estado James Craggs por el Consejo de Comercio y Plantaciones, que achacó el hecho de que los piratas rendidos volvieran a la piratería a la falta de poder de los gobernadores, perdonar sin la facultad. Bennett recibiría esta facultad en octubre siguiente.
Alrededor de abril de 1718, Henry Jennings tomó una patente de corso de Bennett para cazar a Charles Vane.
Un año después, poco después de que llegaran noticias de la Guerra de la Cuádruple Alianza a Nueva Providencia, los piratas de las Bahamas se rindieron a Bennett en abril de 1719 y recibieron el perdón del rey. Ese mayo, más piratas se rindieron con la condición de que se les permitiera quedarse con su botín. Bennett informó que el indulto estaba funcionando, ya que ahora solo estaba al tanto de la piratería en curso por parte de Christopher Condent y Edward England.

### Barbanegra, Stede Bonnet y otros
Barbanegra se enteró de la proclamación alrededor del 5 de diciembre de 1717, por parte del capitán de una balandra que había atacado. Alrededor de principios de mayo de 1718, en Nueva Providencia, hoy isla de providencia, unos 300 de sus aproximadamente 700 hombres abandonaron su compañía, algunos con la intención de tomar el perdón del rey. Durante el bloqueo a Charles Town a finales de ese mes, Barbanegra rechazó un indulto del gobernador Robert Johnson .
A principios de junio, cerca de Beaufort, Carolina del Norte, Barbanegra permitió que Stede Bonnet navegara a Bath para ser indultado por el gobernador Charles Eden. Con Bonnet fuera, Barbanegra y unas 100 personas más tomaron todo el botín de la expedición pirata, incluida la parte de Bonnet, y navegaron a Bath por una ruta diferente, donde también recibieron el perdón del Rey.
Barbanegra y Bonnet volverían cada uno más tardes nuevamente a la piratería, Barbanegra usando la fachada de legalidad que le otorgaba sus relaciones con el gobernados Charles Eden y su perdón concedido, y Bonnet intentando ocultar su identidad. Más tarde, Bonnet sería ejecutado, y Barbanegra sería asesinado mientras luchaba contra las autoridades de Virginia. El pirata William Howard, ya condenado y sentenciado, fue indultado luego de que se le informara que el plazo para rendirse se había extendido, mientras que Israel Hands (quien también había sido condenado por piratería) fue indultado, aparentemente por testificar contra funcionarios corruptos de Carolina del Norte.

### Carolina del Sur
En junio de 1718, unas dos semanas después del bloqueo de Charles Town por parte de Barbanegra, el gobernador Johnson de la ciudad, opinó que la proclamación de indulto no fue efectiva debido a la cantidad de destinatarios que volvieron nuevamente a la piratería, creyendo que la proclamación había resultado ser un estímulo para los piratas y que el número de piratas se había triplicado desde su publicación.
Durante el bloqueo de Charles Vane a Charles Town alrededor del 30 de agosto de 1718, Charles Yeats desertó del mando de Vane y, con un cargamento de esclavos guineanos, se rindió al gobernador Johnson a cambio de un indulto.

### Jamaica
De febrero a marzo de 1718, el comandante en jefe de Jamaica, Peter Heywood, informó que se había rendido un número considerable de piratas. Sin embargo, ese agosto, el consejo y la asamblea de la isla informaron que los piratas eran numerosos a pesar de la proclama. La comisión de indulto del gobernador Nicholas Lawes llegó en octubre siguiente. 
Cuando se leyó la proclamación de 1718 y llegaron noticias de la Guerra de la Cuádruple Alianza en marzo de 1719, el gobernador Lawes escribió sobre su expectativa de que más piratas se rindieran, ya que los piratas habían "deseado durante mucho tiempo" tal guerra. También comentó que más piratas se habrían rendido de antemano si no hubieran recibido información privilegiada de la gente en tierra. Al mes siguiente, Lawes discutió cómo la proclamación era ambigua con respecto a si los piratas que no podían devolver la propiedad robada a su legítimo propietario deberían ser encarcelados, y explicó que un enjuiciamiento contra el corsario Henry Jennings que había resaltado esta ambigüedad también había disuadido a los piratas de rendirse.
Henry Jennings y Leigh Ashworth se convirtieron en corsarios con sede en Jamaica . Ashworth reanudó la piratería un año después en mayo de 1719. 

### Otros lugares
Los exgobernadores Robert Hunter (de Nueva York) y Samuel Shute (de Massachusetts y New Hampshire ) escribieron cada uno sobre la ineficacia del Acta de Gracia de 1718. En Virginia, debido a los temores de que los antiguos piratas volvieran a la piratería, se emitió una proclama en julio para restringir el porte de armas o la reunión en grandes cantidades dentro de un barco. 
Las comisiones para indultar a los piratas llegaron a Nueva Inglaterra en septiembre, a Barbados en octubre, a las Islas de Sotavento en noviembre, a Virginia en diciembre de 1718, y a Nueva Escocia en marzo de 1719.
En diciembre de 1718, el secretario de Estado James Craggs advirtió a los gobernadores que no recibieran sobornos ilegalmente a cambio de aceptar la rendición de los piratas. 
A medida que el Caribe se volvió menos hospitalario para los piratas, África se convirtió en el destino de algunos de ellos como Olivier Levasseur, Edward England y Paulsgrave Williams .